# プラネット (ソフトウェア)
オンラインのメディアで言う「プラネット」とはフィードリーダーのこと。特定の仮想共同体の参加者のブログから投稿を集め、1つのページに表示する機能である。プラネットはwebサーバ上で運用されている。投稿は時系列順に、最新のものが最上部に表示される。

## 概要
プラネットは著者のジェフ・ウォー（en）とスコット・ジェームズ・レムナント（en）がPythonを使って書き、後継のサービスがいくつかある。英語版にはヴィーナス（サム・ルビー作・英語版）、プルート（hackNY作・英語版）などに加えて同名で別件のジェラルド・バウアー作Plutoのほか、最近はMoonmoonがある。
プラネットは自由ソフトウェアでPythonライセンス下で公開している。

## 設計
フィードの処理はAtom、RSS、RDF形式にマーク・ピルグリム（en）作フィードリーダー（Universal Feed Parser）を充て、またトーマス・スタイブ作htmltmplテンプレートエンジンを使用して静的ファイルの出力フォーマットは任意で選べる。

## まとめサイトもプラネット
複数のブログからプラネットまたは類似のソフトウェアを利用して投稿を集計するウェブサイトも「プラネット」と呼ばれ、自由でオープンソースのソフトウェアのプロジェクトと関連付けされることが多い。プロジェクトに参加するさまざまな開発者の投稿を集めるために使われる。ウィキペディア財団は2018年上旬までブログ集Planet Wikipediaの発行にプラネットを用いている。